# 2012 год в кино
В данной статье представлены списки топ-10 самых кассовых фильмов года, самих фильмов, вышедших в течение года и наград, полученных фильмами за 2012 год.

## Лидеры проката
| Место | Название                                     | Прокатчик                       | Во всём мире   | В США        | Кроме США    | В России (в $) |
| ----- | -------------------------------------------- | ------------------------------- | -------------- | ------------ | ------------ | -------------- |
| 1     | «Мстители»                                   | Marvel Studios                  | $1 518 812 988 | $623 357 910 | $895 455 078 | $43 677 418    |
| 2     | «007: Координаты „Скайфолл“»                 | Columbia Pictures               | $1 108 561 013 | $304 360 277 | $804 200 736 | $25 243 991    |
| 3     | «Тёмный рыцарь: Возрождение легенды»         | Warner Bros.                    | $1 084 939 099 | $448 139 099 | $636 800 000 | $17 480 637    |
| 4     | «Хоббит: Нежданное путешествие»              | Warner Bros.                    | $1 021 103 568 | $303 003 568 | $718 100 000 | $43 849 722    |
| 5     | «Ледниковый период 4: Континентальный дрейф» | 20th Century Fox                | $877 244 782   | $161 321 843 | $715 922 939 | $50 078 212    |
| 6     | «Сумерки. Сага: Рассвет — Часть 2»           | Summit Entertainment            | $829 746 820   | $292 324 737 | $537 422 083 | $42 816 364    |
| 7     | «Новый Человек-паук»                         | Columbia Pictures               | $757 930 663   | $262 030 663 | $495 900 000 | $21 912 133    |
| 8     | «Мадагаскар 3»                               | Paramount Pictures (DreamWorks) | $746 921 274   | $216 391 482 | $530 529 792 | $49 354 065    |
| 9     | «Голодные игры»                              | Lionsgate                       | $694 394 724   | $408 010 692 | $286 384 032 | $13 405 279    |
| 10    | «Люди в чёрном 3»                            | Columbia Pictures               | $624 026 776   | $179 020 854 | $445 005 922 | $36 541 051    |

## Фильмы

### Зарубежные фильмы, демонстрировавшиеся в 2012 году
Представлены фильмы, вышедшие на большой экран в 2012 году в России.

#### Январь
- 2 января — Девушка с татуировкой дракона
- 5 января — Хранитель времени 3D («Хьюго Кабре»)
- 5 января — Заговорщица
- 5 января — Ева: Искусственный разум[2]
- 12 января —
  - Старый Новый год
  - Чёрное золото
  - Голодный кролик атакует
  - Контрабанда
  - Охотники за головами
- 19 января —
  - «Моя маленькая принцесса»
  - «Цирк! Цирк! Цирк!»[3]
  - Что-то не так с Кевином
  - Бедная богатая девочка
  - «Сначала любовь, потом свадьба»[4]
  - «Другой мир: Пробуждение»
- 20 января —
  - «Красные хвосты»
- 26 января —
  - «Кориолан»
  - «Опасный метод»
  - Боевой конь
  - Потомки
  - Очень опасная штучка
- 27 января — Схватка

#### Февраль
- «Влюблённые»
- 2 февраля —
  - 7 дней и ночей с Мэрилин
  - «Такие разные близнецы» («Джек и Джилл»)
  - «На грани»
  - МЫ. Верим в любовь
  - Нокаут
  - «Хроника»
  - «Шрамы 3D»[5]
  - «Одержимая»
  - «Бессонная ночь»[6]
  - «Все любят китов»[7]
- 9 февраля —
  - «Путешествие 2: Таинственный остров»
  - «Звёздные войны. Эпизод I: Скрытая угроза» (3D)[8]
  - «Код доступа «Кейптаун»»
  - «Фауст»

- - «Значит, война»
  - Игры киллеров
  - «Артист»
- 15 февраля — «Мартовские иды»
- 16 февраля —
  - «Прислуга»
  - «Искатели могил»[9]
  - «Экстрасенс» («Озарение»)
- 21 февраля —
  - «L5»
- 23 февраля —
  - «Призрачный гонщик 2»
  - «Дж. Эдгар»
  - «Мистер Ганджубас»
  - «Игра на выживание»
  - «Мужчины в большом городе 2»[10]
  - «Стыд»

#### Март
- 1 марта —
  - «Самоубийцы»
  - «Вышибала»
  - «Железная леди»
  - «Клятва»
  - «Нежность»
- 8 марта —
  - «Мы купили зоопарк»
  - «Лоракс»
  - «Грозовой перевал»
  - «Джон Картер»
- 15 марта —
  - «Белоснежка: Месть гномов»
  - «Женщина в чёрном»
  - «Тираннозавр»
  - «Туринская лошадь»
  - «Ловушка для невесты»
- 22 марта —
  - «„Весёлые“ каникулы» («Тюремные каникулы»)
  - «Голодные игры»
  - «Король Лев» (3D)
  - «100 миллионов евро»
  - «Тор: Легенда викингов»[11]
  - «Мальчик с велосипедом»
  - «Джок»[12]
  - «Отель „Мэриголд“: Лучший из экзотических»[13]
- 29 марта —
  - «Милый друг»
  - «Гнев титанов»
  - «Рыба моей мечты»
  - «В краю крови и мёда»
  - «Тайны старого отеля»
  - «Сфера колдовства»
  - «Играй до смерти»
- 30 марта -
  - «Дьявольский карнавал»

#### Апрель
- 2 апреля — «Проект X: Дорвались»[14]
- 5 апреля —
  - «Рейд»
  - «Титаник (3D)»
  - «Американский пирог: Все в сборе»
  - «Вспоминая моих печальных шлюх»
- 12 апреля —
  - «Ворон»
  - «Мачо и ботан»
  - «Хижина в лесу»
  - «Закон доблести»
  - «Маппеты»
  - «Заклинательница акул»
  - «Последнее завещание Нобеля»
  - «Искусство любить»
- 19 апреля —
  - «Морской бой»
  - «Право на «лево»»
- 26 апреля —
  - «Защитник»
  - «Между»
  - «Уличные танцы 2»
  - «Пираты! Банда неудачников»
  - «Укрытие»
  - «1+1»

#### Май
- 3 мая —
  - «Банкомат»[15]
  - «Мстители»
  - «Свадебный разгром» («Свадебный пирог»)[16]
  - «Ночь в супермаркете»
  - «Дети сексу не помеха»[17]
  - «Учитель на замену»
  - «Транзит»
  - «Кафе де Флор»
  - «Кубатон»
- 10 мая —
  - «Мрачные тени»
  - «Два дня в Нью-Йорке»[18]
  - «Охотник»
  - «Любовь живёт три года»
  - «Том Сойер»
  - «Шеф»
- 17 мая —
  - «Двигай время!»
  - «Диктатор»
  - «Напролом» («Захват»)
  - «Чего ждать, когда ждёшь ребёнка»
  - «Счастливчик»
  - «Тарбозавр 3D»
- 24 мая —
  - «Люди в чёрном 3»
  - «Запретная зона»
  - «Встречный ветер»
  - «Братва из джунглей»[19]
  - «Красавица из трущоб»
- 30 мая
  - «Прометей»
- 31 мая —
  - «Боже, благослови Америку»
  - «Кассадага»

#### Июнь
- 7 июня —
  - «Мадагаскар 3»
  - «Папаши без вредных привычек»
  - «Секса много не бывает»
  - «Невидимая»
  - «Опера на льду»
- 12 июня — «Тоска»
- 14 июня —
  - «Белоснежка и охотник»
  - «Рок на века»
  - «Хочу в Голливуд»
- 21 июня —
  - «Президент Линкольн: Охотник на вампиров» (3D)
  - «Храбрая сердцем»
  - «Музыка нас связала»
  - «Гавр»
  - «Королевство полной луны»
  - «Броненосец»
- 26 июня — «Лакме»
- 28 июня —
  - «Лето. Одноклассники. Любовь» («LOL»)
  - «Супер Майк»
  - «Немножко женаты» («Пятилетняя помолвка»)
  - «Мгновение любви»
  - «Харакири 3D»
  - «Леди»

#### Июль
- 5 июля —
  - «Новый Человек-паук»
  - «Три метра над уровнем неба. Я тебя хочу»
  - «Железное небо»
  - «Римские приключения»
  - «Бульвар страха» («Роузвуд-лэйн»)
  - «Крошка Молли»
  - «Звери дикого Юга»
- 10 июля — «Дон Жуан»
- 12 июля —
  - «Ледниковый период 4: Континентальный дрейф»
  - «Пришелец из космоса»[англ.] (исп. Extraterrestre)
- 19 июля —
  - «4:44. Последний день на Земле»
  - «Ищу друга на конец света»
  - «Папа-досвидос»
  - «Космополис»
  - «Экстремальный полёт 3D»
- 26 июля —
  - «Тёмный рыцарь: Возрождение легенды» («Воскрешение Тёмного рыцаря»)
  - «Шаг вперёд 4»
  - «Мать и мачеха»

#### Август
- 2 августа —
  - «Третий лишний»
  - «Джунгли зовут! В поисках Марсупилами»
- 9 августа —
  - «Вспомнить всё (фильм, 2012)»
  - «Гавана, я люблю тебя»
- 16 августа —
  - «Неудержимые 2»
  - «Пираньи 3DD»
  - «Папаша»
  - «Косяки»
  - Шевели ластами 2
- 23 августа —
  - «Параллельные миры»
  - «Паранорман, или Как приручить зомби» (3D)
  - «Средь бела дня»
  - Замбезия
- 24 августа — «Явление»
- 30 августа —
  - «Эволюция Борна»
  - «Шкатулка проклятия»

#### Сентябрь
- 6 сентября —
  - «Медальон»
- 7 сентября — «Москва 2017»
- 13 сентября —
  - «Обитель зла: Возмездие»
- 20 сентября —
  - «Судья Дредд 3D»
  - «Хорошо быть тихоней»
  - «Патруль»
- 27 сентября —
  - «Петля времени»
  - «Цунами 3D»
  - «Экспат»

#### Октябрь
- 4 октября —
  - «Заложница 2»
  - «Универсальный солдат 4» (3D)
  - «Экстази» («Экстази Ирвина Уэлша»)
- 11 октября —
  - «Синистер»
  - «Дом в конце улицы»
  - «Франкенвини»
  - «Грэбберсы»
- 15 октября
  - «Махпейкер (фильм)»
- 18 октября —
  - «Как по маслу»
  - «Семь психопатов»
  - «Паранормальное явление 4»[20]
  - «Монстры на каникулах» («Отель „Трансильвания“»)[21]
  - «Ограбление казино»
  - «Я, Алекс Кросс»
  - «Корпорация „Святые моторы“»
- 25 октября —
  - «Астерикс и Обеликс в Британии» (3D)
  - «Сайлент Хилл 2» (3D)
  - «Любовь»
  - «Пушистые против Зубастых 3D»
  - «За холмами»
- 26 октября —
  - «007: Координаты «Скайфолл»»

#### Ноябрь
- 1 ноября —
  - «Поколение М»
  - «Газетчик»
  - «Ральф» (3D)
- 2 ноября — «Облачный атлас»
- 8 ноября —
  - «Болт и Блип спешат на помощь»
  - «Бункер»
- 15 ноября — «Сумерки. Сага: Рассвет — Часть 2»
  - «Экипаж»
- 22 ноября — «Хранители снов»
  - «Мой парень — псих»
- 29 ноября —
  - «Коллекционер 2»
  - «Кровавый Санта»[22]
  - «Слова»
- 8 ноября -
  - «Операция „Арго“»

#### Декабрь
- 6 декабря —
  - Мужчина нарасхват
  - Самый пьяный округ в мире
  - «Толстяк на ринге»
  - «Апартаменты 1303»
- 13 декабря — Чёрный дрозд
  - Весенние надежды
  - 10 лет спустя
  - Любовный переплёт
  - Сейчас самое время
- 19 декабря — «Хоббит: Нежданное путешествие» (2D, 3D, IMAX 3D, Dolby Atmos)
- 20 декабря — «Вишенка на новогоднем торте»
- 31 декабря — «Cirque du Soleil: Сказочный мир»

### Российские фильмы и фильмы постсоветских республик

#### РФ

##### Январь
- 2 января — Мой парень — ангел
- 5 января — Моя безумная семья!
- 19 января — Камень
- 26 января — Шапито-шоу
- 31 января — Жить

##### Февраль
- 2 февраля —
  - «Безразличие»
- 9 февраля — «Дом на обочине»
- 14 февраля — «Zолушка»
- 21 февраля — Август. Восьмого

##### Март
- 1 марта —
  - «Самоубийцы»
  - «Мамы»
- 15 марта —
  - «Бедуин»
  - «Тот ещё Карлосон!»
- 29 марта —
  - «Атомный Иван»
  - «Дирижёр»

##### Апрель
- 5 апреля —
  - «Шпион»
  - «Небо под сердцем»
- 12 апреля — 901 километр
- 19 апреля —
  - «Воин.com»
  - «Свидание»
- 26 апреля — «Няньки»

##### Май
- 1 мая — «Матч»
- 3 мая — «Белый тигр»
- 10 мая — «Олимпийская деревня»
- 17 мая — «Если бы да кабы»

##### Июнь
- 14 июня — «Кококо»
- 21 июня — «Багровый цвет снегопада»
- 28 июня — «Снежное шоу 3D»

##### Август
- 2 августа — «Большая ржака»
- 9 августа — «От винта!»
- 23 августа — «Вождь разнокожих»

##### Сентябрь
- 13 сентября — «Сказка. Есть»
- 20 сентября — «Орда»
- 27 сентября — «Мужчина с гарантией»

##### Октябрь
- 4 октября — «Духless»
- 18 октября —
  - «Искатели приключений»
  - «Последняя сказка Риты»
- 25 октября — «1210»

##### Ноябрь
- 1 ноября — «1812: Уланская баллада»
- 1 ноября — «Стальная бабочка»
- 8 ноября — «Любовь с акцентом»
- 29 ноября — «Бригада: Наследник»
  - Соловей-разбойник

##### Декабрь
- 13 декабря — «Праздник взаперти»
- 27 декабря —
  - «Три богатыря на дальних берегах»
  - «Джентльмены, удачи!»
  - «С новым годом, мамы!»
- 31 декабря —
- Снежная королева

#### Фильмы совместных производителей

##### Двух и более стран

###### Январь
- 25 января — «Ржевский против Наполеона» (РФ-Украина).

###### Февраль
- 16 февраля — 4 дня в мае (Германия-Украина-РФ).

###### Март
- 8 марта — «8 первых свиданий» (РФ-Украина).

###### Ноябрь
- 29 ноября — «Джунгли» (РФ-Таиланд).

## Телесериалы

### Российские сериалы
- «Анна Герман. Тайна белого ангела» (биографический сериал о певице Анне Герман)
- «Мент в законе-5»
- «Карпов»
- «Тайны института благородных девиц» (продолжение сериала «Институт благородных девиц»)
- «Человек ниоткуда»

## Фильмы по странам

### Фильмы Франции
- «Имя»
- «Любовь на кончиках пальцев»
- «Ханна Арендт» (германо-люксембургско-французский фильм)

## Награды

### Critics’ Choice Movie Awards
17-я церемония вручения наград премии Critics’ Choice Movie Awards Ассоциацией телекинокритиков США и Канады прошла 12 января 2012 года. Ведущим церемонии был американский актёр Роб Хюбель.
- Лучший фильм: «Артист»
- Лучший режиссёр: Мишель Хазанавичус — «Артист»
- Лучшая мужская роль: Джордж Клуни — «Потомки»
- Лучшая женская роль: Виола Дэвис — «Прислуга»
- Лучшая мужская роль второго плана: Кристофер Пламмер — «Начинающие»
- Лучшая женская роль второго плана: Октавия Спенсер— «Прислуга»
- Лучший(-ая) молодой (-ая) актёр/актриса: Томас Хорн — «Жутко громко и запредельно близко»
- Лучший актёрский состав: «Прислуга»
- Лучший сценарий: Вуди Аллен — «Полночь в Париже»
- Лучший адаптированный сценарий: Стивен Заиллян, Аарон Соркин и Стэн Червин — «Человек, который изменил всё»
- Лучший анимационный фильм: «Ранго»
- Лучший фильм на иностранном языке:  «Развод Надера и Симин»

### Премия «Золотой глобус»
69-я церемония вручения наград американской премии «Золотой глобус» состоялась 15 января 2012 года в отеле «Беверли-Хилтон» в Лос-Анджелесе, США. Ведущим церемонии выступили американский комик Рики Джервейс. Почётная награда имени Сесиля Б. Де Милля за жизненные достижения в области кинематографа была вручена актёру Моргану Фриману.
- Лучший фильм (драма): «Потомки»
- Лучший фильм (комедия или мюзикл): «Артист»
- Лучший режиссёр: Мартин Скорсезе — «Хранитель времени»
- Лучшая мужская роль (драма): Джордж Клуни — «Потомки»
- Лучшая женская роль (драма): Мерил Стрип — «Железная леди»
- Лучшая мужская роль (комедия или мюзикл): Жан Дюжарден — «Артист»
- Лучшая женская роль (комедия или мюзикл): Мишель Уильямс — «7 дней и ночей с Мэрилин»
- Лучшая мужская роль второго плана: Кристофер Пламмер — «Начинающие»
- Лучшая женская роль второго плана: Октавия Спенсер— «Прислуга»
- Лучший сценарий: Вуди Аллен — «Полночь в Париже»
- Лучший анимационный фильм: «Приключения Тинтина: Тайна „Единорога“»
- Лучший фильм на иностранном языке:  «Развод Надера и Симин»

### Кинофестиваль «Сандэнс»
Кинофестиваль «Сандэнс-2012» прошёл с 19 по 29 января 2012 года в городе Парк-Сити, штат Юта, США.
- Лучший американский художественный фильм: «Звери дикого Юга»
- Лучший зарубежный художественный фильм: ,,«Виолета отправилась на небеса»
- Лучший американский документальный фильм: «Дом, в котором я живу»
- Лучший зарубежный документальный фильм: , «Власть закона»

### Премия «Золотой орёл»
10-я церемония вручения наград премии «Золотой орёл» состоялась 27 января 2012 года в первом павильоне киноконцерна «Мосфильм».
- Лучший игровой фильм: «Елена»
- Лучший неигровой фильм: «Михаил Ульянов: о времени и о себе»
- Лучший анимационный фильм: «Три богатыря и Шамаханская царица»
- Лучшая режиссёрская работа: Андрей Звягинцев за работу над фильмом «Елена»
- Лучший сценарий: Александр Миндадзе за сценарий к фильму «В субботу»
- Лучшая мужская роль: Фёдор Бондарчук за роль в фильме «Два дня»
- Лучшая женская роль: Ксения Раппопорт за роль в фильме «Два дня»
- Лучшая мужская роль второго плана: Богдан Ступка за роль в фильме «Дом»
- Лучшая женская роль второго плана: Елена Лядова за роль в фильме «Елена»
- Лучший зарубежный фильм в российском прокате:  «Король говорит!»

### Премия Гильдии киноактёров США
18-я церемония вручения премии Гильдии киноактёров США за заслуги в области кинематографа и телевидения за 2011 год состоялась 29 января 2012 года в Лос-Анджелесе.
- Лучшая мужская роль: Жан Дюжарден — «Артист»
- Лучшая женская роль: Виола Дэвис — «Прислуга»
- Лучшая мужская роль второго плана: Кристофер Пламмер — «Начинающие»
- Лучшая женская роль второго плана: Октавия Спенсер — «Прислуга»
- Лучший актёрский состав: «Прислуга»
- Лучший каскадёрский состав: «Гарри Поттер и Дары Смерти. Часть 2»

### Премия гильдия режиссёров Америки
64-я церемония вручения премий Американской гильдии режиссёров за заслуги в области кинематографа и телевидения за 2011 год состоялась 28 января 2012 года в Лос-Анджелесе.
- Лучший фильм: «Артист», реж. Мишель Хазанавичус
- Лучший документальный фильм: «Проект „Ним“», реж. Джеймс Марш

### Берлинский кинофестиваль
62-й Берлинский международный кинофестиваль проходил с 9 по 19 февраля 2012 года Берлине, Германия. В основной конкурс вошло 18 лент. Жюри основного конкурса возглавлял английский режиссёр Майк Ли.
- Золотой медведь: «Цезарь должен умереть», реж. Паоло и Витторио Тавиани ()
- Гран-при жюри (Серебряный медведь): «Просто ветер», реж. Бенедек Флигауф ()
- Серебряный медведь за лучшую режиссёрскую работу: Кристиан Петцольд, «Барбара» ()
- Серебряный медведь за лучшую мужскую роль: Миккель Фольсгаард за «Королевский роман» (, , )
- Серебряный медведь за лучшую женскую роль: Рашель Мванза за «Ведьма войны» ()
- Серебряный медведь за лучший сценарий: Николай Арсель, Расмус Хейстерберг за «Королевский роман» (, , )

### Премия BAFTA
65-я церемония вручения наград британской премии «BAFTA» состоялась 12 февраля 2012 года в Королевском театре Ковент-Гарден в Лондоне, Великобритания.
- Лучший фильм: «Артист»
- Лучший британский фильм: «Шпион, выйди вон!»
- Лучший фильм на иностранном языке:  «Кожа, в которой я живу»
- Лучший режиссёр: Мишель Хазанавичус — «Артист»
- Лучшая мужская роль: Жан Дюжарден — «Артист»
- Лучшая женская роль: Мерил Стрип — «Железная леди»
- Лучшая мужская роль второго плана: Кристофер Пламмер — «Начинающие»
- Лучшая женская роль второго плана: Октавия Спенсер— «Прислуга»
- Лучший оригинальный сценарий: Мишель Хазанавичус — «Артист»
- Лучший адаптированный сценарий: Бриджет О’Коннор и Питер Строхан — «Шпион, выйди вон!»
- Лучший анимационный фильм: «Ранго»

### Премия «Сезар»
37-я церемония вручения наград премии «Сезар» за заслуги в области французского кинематографа за 2011 год состоялась 24 февраля 2012 года в театре «Шатле» (Париж, Франция)
- Лучший фильм: «Артист»
- Лучший фильм на иностранном языке:  «Развод Надера и Симин»
- Лучший режиссёр: Мишель Хазанавичус — «Артист»
- Лучшая мужская роль: Омар Си — «1+1»
- Лучшая женская роль: Беренис Бежо — «Артист»
- Лучшая мужская роль второго плана: Мишель Блан — «Управление государством»
- Лучшая женская роль второго плана: Кармен Маура — «Женщины с 6-го этажа»
- Лучший оригинальный сценарий: Пьер Шоллер — «Управление государством»
- Лучший адаптированный сценарий: Ясмина Реза и Роман Полански — «Резня»

### Премия «Независимый дух»(Independent Spirit Awards)
27-я церемония вручения премии «Независимый дух», ориентированной в первую очередь на американское независимое кино, за 2011 год состоялась 25 февраля 2012 года в Лос-Анджелесе.
- Лучший фильм: «Артист»
- Лучший режиссёр: Мишель Хазанавичус — «Артист»
- Лучшая мужская роль: Жан Дюжарден — «Артист»
- Лучшая женская роль: Мишель Уильямс — «7 дней и ночей с Мэрилин»
- Лучшая мужская роль второго плана: Кристофер Пламмер — «Начинающие»
- Лучшая женская роль второго плана: Шейлин Вудли — «Потомки»
- Лучший сценарий: Александр Пэйн, Нат Факсон и Джим Раш — «Потомки»
- Лучший фильм на иностранном языке:  «Развод Надера и Симин»

### Премия «Оскар»
84-я церемония вручения наград американской премии «Оскар» состоялась 26 февраля 2012 года в театре «Кодак» в Лос-Анджелесе, США. Ведущим церемонии был актёр Билли Кристал.
- Лучший фильм: «Артист»
- Лучший режиссёр: Мишель Хазанавичус — «Артист»
- Лучшая мужская роль: Жан Дюжарден — «Артист»
- Лучшая женская роль: Мерил Стрип — «Железная леди»
- Лучшая мужская роль второго плана: Кристофер Пламмер — «Начинающие»
- Лучшая женская роль второго плана: Октавия Спенсер— «Прислуга»
- Лучший оригинальный сценарий: Вуди Аллен — «Полночь в Париже»
- Лучший адаптированный сценарий: Александр Пэйн, Нат Факсон и Джим Раш — «Потомки»
- Лучший анимационный фильм: «Ранго»
- Лучший фильм на иностранном языке:  «Развод Надера и Симин»

### Премия «Ника»
25-я церемония вручения наград премии «Ника» состоялась 8 апреля 2012 года в Концертном зале имени М. Магомаева в Крокус Сити холле.
- Лучший игровой фильм: «Жила-была одна баба»
- Лучший фильм стран СНГ и Балтии: «А есть ли там театр?» (Грузия)
- Лучший неигровой фильм: «Книга тундры: Повесть о Вуквукае — маленьком камне»
- Лучший анимационный фильм: «Ещё раз!»
- Лучшая режиссёрская работа: Андрей Звягинцев за работу над фильмом «Елена»
- Лучший сценарий: Андрей Смирнов за сценарий к фильму «Жила-была одна баба»
- Лучшая мужская роль: Сергей Гармаш за роль в фильме «Дом»
- Лучшая женская роль: Дарья Екамасова за роль в фильме «Жила-была одна баба» и Надежда Маркина за роль в фильме «Елена»
- Лучшая мужская роль второго плана: Роман Мадянов за роль в фильме «Жила-была одна баба»
- Лучшая женская роль второго плана: Елена Лядова за роль в фильме «Елена»

### MTV Movie Awards
Церемония вручения кинонаград канала MTV за состоялась 3 июня 2012 года в Лос-Анджелесе. Ведущим стал английский актёр Рассел Брэнд.
- Лучший фильм года: «Сумерки. Сага: Рассвет — Часть 1»
- Лучшая мужская роль: Джош Хатчерсон — «Голодные игры»
- Лучшая женская роль: Дженнифер Лоуренс — «Голодные игры»
- Прорыв года: Шейлин Вудли — «Потомки»

### Каннский кинофестиваль
65-й Каннский международный кинофестиваль проходил с 16 по 27 мая 2012 года в Каннах, Франция. В основной конкурс вошло 22 ленты. Жюри основного конкурса возглавил итальянский режиссёр Нанни Моретти.
- Золотая пальмовая ветвь: «Любовь», реж. Михаэль Ханеке ()
- Гран-при: «Реальность», реж. Маттео Гарроне ()
- Приз жюри: «Доля ангелов», реж. Кен Лоуч ()
- Лучший режиссёр: Карлос Рейгадас за «После мрака свет» ()
- Лучший сценарий: Кристиан Мунджиу за «За холмами» ()
- Лучшая мужская роль: Мадс Миккельсен за «Охота» ()
- Лучшая женская роль: Космина Стратан и Кристина Флутур за «За холмами» ()

### «Кинотавр»
23-й открытый российский кинофестиваль «Кинотавр-2012» проходил с 3 по 10 июня 2012 года в Сочи. Жюри возглавил режиссёр Владимир Хотиненко.
- Лучший фильм: «Я буду рядом», реж. Павел Руминов
- Лучший режиссёр: Василий Сигарев, «Жить»
- Лучший дебют: фильм «Дочь», реж. Александр Касаткин и Наталья Назарова
- Лучшая мужская роль: Азамат Нигманов, фильм «Конвой»
- Лучшая женская роль: Анна Михалкова и Яна Троянова, фильм «Кококо»
- Лучшая операторская работа: Алишер Хамидходжаев, «Жить»
- Лучший сценарий: Михаил Сегал, фильм «Рассказы»

### Московский международный кинофестиваль
34-й Московский международный кинофестиваль прошёл в Москве с 21 по 30 июня 2012 года. Председателем жюри основного конкурса был бразильский режиссёр, сценарист, продюсер и актёр Эктор Бабенко. В основном конкурсе участвовали 17 фильмов, в том числе 3 российских: «Гольфстрим под айсбергом» Евгения Пашкевича, «Орда» Андрея Прошкина и «Последняя сказка Риты» Ренаты Литвиновой. Главный приз кинофестиваля, «Золотой Георгий», получил фильм «Отбросы» режиссёра Тинджа Кришнана ().

### Премия «Сатурн»
38-я церемония вручения наград премии «Сатурн» за заслуги в области фантастики, фэнтези и фильмов ужасов за 2011 год состоялась 26 июля 2012 года в городе Бербанк (Калифорния, США).
- Лучший научно-фантастический фильм: «Восстание планеты обезьян»
- Лучший фильм-фэнтези: «Гарри Поттер и Дары смерти: часть 2»
- Лучший фильм ужасов/триллер: «Девушка с татуировкой дракона»
- Лучший приключенческий фильм/боевик: «Миссия невыполнима: Протокол Фантом»
- Лучший полнометражный мультфильм: «Кот в сапогах»
- Лучший иностранный фильм: «Кожа, в которой я живу» ()
- Лучший режиссёр: Дж. Дж. Абрамс — «Супер 8»
- Лучшая мужская роль: Майкл Шэннон — «Укрытие»
- Лучшая женская роль: Кирстен Данст — «Меланхолия»
- Лучшая мужская роль второго плана: Энди Серкис — «Восстания планеты обезьян»
- Лучшая женская роль второго плана: Эмели Блант — «Меняющие реальность»
- Лучший сценарий: Джефф Николс — «Укрытие»

### Венецианский кинофестиваль
69-й Венецианский международный кинофестиваль проходил с 29 августа по 8 сентября 2012 года в Венеции, Италия. В основной конкурс вошло 18 лент, в том числе «Измена» Кирилла Серебренникова. Жюри основного конкурса возглавлял американский режиссёр и сценарист Майкл Манн.
- Золотой лев: «Пьета», реж. Ким Ки Дук ()
- Специальный приз жюри: «Рай: Вера», реж. Ульрих Зайдль ( )
- Серебряный лев за лучшую режиссёрскую работу: Пол Томас Андерсон, «Мастер» ()
- Золотые Озеллы за лучший сценарий: Оливье Ассаяс, «Что-то в воздухе» ()
- Кубок Вольпи за лучшую мужскую роль: Хоакин Феникс и Филипп Сеймур Хоффман за роли в фильме «Мастер» ()
- Кубок Вольпи за лучшую женскую роль: Хадас Ярон за роль в фильме «Заполнить пустоту» ()

### Премия Европейской киноакадемии
25-я церемония континентальной премии Европейской академии кино состоялась 1 декабря 2012 года в столице Мальты, Валлетте.
- Лучший фильм: «Любовь» (  )
- Лучший режиссёр: Михаэль Ханеке — «Любовь» (  )
- Лучший сценарий: Томас Винтерберг и Тобиас Линдхольм — «Охота» ()
- Лучшая мужская роль: Жан-Луи Трентиньян — «Любовь» (  )
- Лучшая женская роль: Эммануэль Рива — «Любовь» (  )
- Приз зрительских симпатий — «Приходи как есть» ()

### Премия «Белый слон»
14-я церемония кинопремии Гильдии киноведов и кинокритиков России «Белый слон» прошла 20 декабря в Доме кино в Москве.
- Лучший фильм: «Фауст»
- Лучшая режиссёрская работа: Александр Сокуров — «Фауст»
- Лучший мужская роль: Владимир Свирский— «В тумане»
- Лучшая женская роль: Мария Шалаева — «Я буду рядом»
- Лучший мужская роль второго плана: Антон Адасинский — «Фауст»
- Лучшая женская роль второго плана: Ольга Лапшина — «Жить»
- Лучший документальный фильм: «Да здравствуют антиподы!»
- Лучший анимационный фильм: «Пишто уезжает»
- Лучший сценарий: Юрий Арабов — «Орда» и «Фауст»
- Лучшая операторская работа: Алишер Хамидходжаев — «Жить»
- Приз молодых кинокритиков: «Я тоже хочу»